# SN 2009hh
SN 2009hh – supernowa typu Ic odkryta 10 lipca 2009 roku w galaktyce NGC 1301. W momencie odkrycia miała maksymalną jasność 16,10m.